# NGC 6401
NGC 6401 (другие обозначения — GCL 73, ESO 520-SC11) — шаровое скопление в созвездии Змееносец.
Этот объект входит в число перечисленных в оригинальной редакции «Нового общего каталога».